# Cnephora griseata
Cnephora griseata là một loài bướm đêm trong họ Geometridae.